# روبيرتو بوردين
لاعب كرة قدم إيطالي من مواليد مدينة الزاوية في ليبيا 10 يناير 1965.

## بداياته الأولى
لعب روبيرتو لفرق الدرجة الثانية:
1. سانريميزي samremeses
2. تارانتو
3. نادي بارما
4. تشيزينا وصعد معه إلى دوري الدرجة الأولى الإيطالي سنة 1987 .

## دوري الدرجة الأولى والثانية
لعب لفرق دوري الدرجة الأولى:
1. نادي أتالانتا # نادي نابولي # نادي بياتشينزا

ثم انضم إلى فرق الدرجة الثانية:
1. نادي تريستينا وأمضى أواخر مسيرته المهنية لاعب لفريق نادي سبيتسيا عدا موسم واحد قضاه مع نادي فيتشينزا وأنهى مسيرته من سبيتسيا سنة 2005 .

## سيرته المهنية كمدرب
مساعد مدرب في كل من:
1. نادي بادوفا
2. نادي بولونيا
3. نادي سيينا
4. نادي ساسولو
5. نادي كلوج الروماني
6. نادي فيرونا

## روابط خارجية
- روبيرتو بوردين على موقع الاتحاد الأوربي (الإنجليزية)
- روبيرتو بوردين على موقع قاعدة بيانات كرة القدم.إي يو (الإنجليزية)
- روبيرتو بوردين على موقع Soccerway.com (الإنجليزية)
- روبيرتو بوردين على موقع عالم كرة القدم.نت (الإنجليزية)